# مالکیت چیست؟
مالکیت چیست؟: یا یک پرس‌وجو دربارهٔ اصل حق و حکومت (به زبان فرانسوی: Qu'est-ce que la propriété ? ou Recherche sur le principe du Droit et du Gouvernement) یک اثر غیرداستانی دربارهٔ مفهوم مالکیت و ارتباط آن با فلسفهٔ آنارشیسم توسط موشوالیست و آنارشیست فرانسوی، پیر-ژوزف پرودون، است که اولین بار در ۱۹۸۰ منتشر شد. عبارت "مالکیت دزدی است!" توسط پرودون در این کتاب مشهور است.

## نظریه
پرودون اعتقاد داشت که مفهوم عمومی مالکیت حاصل تلفیق دو جزء کاملاً مجزا است که وقتی این اجزاء شناخته شوند، تفاوت بین مالکیت استفاده شده برای ظلم بیشتر و مالکیت استفاده شده برای حفاظت از آزادی را نشان می‌دهند. او استدلال می‌کند که حاصل زحمت اشخاص، که اکنون در حال استفاده است، فرم مشروع مالکیت است. اگر چه او با مالکیت مرتبط با زمینی که در حال استفاده نیست، مخالفت کرد، اعتقاد داشت که زمین تنها می‌تواند درصورت استفاده یا کار روی آن داشته شود. (که او به این موضوع «داشتن» می‌گوید). برای تعمیم این عقیده که مالکیت مشروع (داشتن) نتیجهٔ زحمت و کار است او علیه موسساتی که به وام دادن و اجاره دادن علاقه دارند، استدلال می‌کند.
پرودون از طریق حقوق آزادی، برابری در برابر قانون و امنیت (که آن‌ها را درست می‌داند) با حق متعارف بر ملک اختصاصی مخالفت کرد. او در این زمینه می‌گوید: «آزادی و امنیت ثروتمند از آزادی و امنیت فقیر رنج نمی‌برد؛ بلکه برخلاف این آن‌ها همدیگر را متقابلاً تقویت می‌کنند و نگه می‌دارند. در طرف مقابل، حق مالکیت انسان‌های ثروتمند، باید به‌طور مستمر در مقابل میل به مالکیت انسان‌های فقیر محافظت شود». او علاوه بر این، استدلال می‌کند که حق مالکیت با این حقوق دیگر در تناقض است: «درصورتیکه ما برای آزادی، برابری و امنیت ارتباط داشته باشیم، برای به دست آوردن مالکیت ارتباط نداشتیم؛ پس اگر مالکیت یک حق طبیعی است، این حق طبیعی نه‌تنها اجتماعی نیست، بلکه ضد اجتماعی است. مالکیت و جامعه نهادهای کاملاً غیرقابل تطبیقند.»
گرچه پرودون وجود حق مالکیت را رد کرد اما وی استدلال می‌کند که وضعیت مالکیت آنطور که هست (یا بوده) حتی با فرض وجود چنین حقی، غیرقابل توجیه است. اینجا او وانمود می‌کند که می‌خواهد یک ادعای قانونی علیه جامعه، به سبکی که لفاظی قانونی را مسخره کند، بیاورد.
پرودون ادعا می‌کند که رسالهٔ او «فراتر از این تردید که مالکیت، برای اینکه عادلانه و ممکن باشد، لازم است که حتماً شرایط برابری داشته باشد، حرفش را اثبات می‌کند». او از اصطلاح موشوالیسم استفاده کرد تا بینشش را دربارهٔ اقتصادی که اشخاص و کارگران انجمن‌های دموکراتیک بتوانند در بازار محصولشان را با اعمال محدودیت برابر بودن، تجارت کنند، توصیف کند.

## تأثیرات
بعضی از آنارشیست‌های معاصر از اصطلاح‌های مالکیت شخصی و مالکیت خصوصی استفاده کردند تا تفاوت‌هایی که پرودون بین مالکیت محصول کارگر و مالکیت زمین گذاشت را نشان دهند. از این نظر، مالکیت اختصاصی باید به مالکیت ادعا شدهٔ زمین و کالاهای استفاده نشده، اشاره کند و مالکیت شخصی به محصولی که اکنون توسط کارگر در حال استفاده است، اشاره دارد. این تفاوت مولفهٔ مهمی از نقد آنارشیست‌ها بر کپیتالیسم است.